# Desa Mekargalih (administrativ by i Indonesien, lat -6,69, long 107,21)
Desa Mekargalih är en administrativ by i Indonesien.   Den ligger i provinsen Jawa Barat, i den västra delen av landet, 70 km sydost om huvudstaden Jakarta.